# Copelatus bertrandi
Copelatus bertrandi is een keversoort uit de familie waterroofkevers (Dytiscidae). De wetenschappelijke naam van de soort is voor het eerst geldig gepubliceerd in 1996 door Nilsson, Bilardo & Rocchi.